# إيفان سين
إيفان سين هو مخرج روسي، ولد في 1972 في أستراليا.

## وصلات خارجية
- إيفان سين على موقع IMDb (الإنجليزية)
- إيفان سين على موقع ألو سيني (الفرنسية)
- إيفان سين على موقع أول موفي (الإنجليزية)
- إيفان سين على موقع قاعدة بيانات الأفلام السويدية (السويدية)
- إيفان سين على موقع قاعدة بيانات الفيلم (الإنجليزية)
- إيفان سين على موقع كينوبويسك (الروسية)